# Bisdom Caguas
Het bisdom Caguas (Latijn: Dioecesis Caguana) is een rooms-katholiek bisdom met als zetel Caguas, in Puerto Rico. Het bisdom is suffragaan aan het aartsbisdom San Juan de Puerto Rico. 

## Geschiedenis
Het bisdom werd opgericht op 4 november 1964, uit delen van het bisdom Ponce en het aartsbisdom San Juan de Puerto Rico. 
In 2018 werd het bisdom, samen met alle Katholieke bisdommen in Puerto Rico, failliet verklaard. Het aartsbisdom San Juan de Puerto Rico had het failliet aangevraagd omdat het de pensioenen van leraren niet meer kon uitkeren. Een rechter had eerder reeds besloten dat alle bisdommen samen een enkele entiteit vormden. Door failliet aan te vragen werden de bezittingen van de kerk beschermd voor een reorganisatie.

## Parochies
Het bisdom had in 2023 een oppervlakte van 1.423 km2 en telde 554.670 inwoners waarvan 70,0% rooms-katholiek was.

## Bisschoppen
- Rafael Grovas Felix (19 januari 1965 - 12 februari 1981)
  - Antulio Parrilla-Bonilla (hulpbisschop: 25 mei 1965 - 1968)
- Enrique Manuel Hernández Rivera (13 februari 1981 - 28 juli 1998)
  - Álvaro Corrada del Río (apostolisch administrator: 5 juli 1997 - 5 december 2000)
- Ruben Antonio González Medina (12 december 2000 - 22 december 2015)
- Eusebio Ramos Morales (2 februari 2017 - heden)

## Galerij van afbeeldingen

Wapen van het bisdom